# باشگاه فوتبال آریس سالونیک
باشگاه فوتبال آریس (تسالونیکی) (به یونانی: Π.Α.Ε. Άρης) باشگاه فوتبال یونانی است که در شهر سالونیک قرار دارد و هم‌اکنون در سوپر لیگ فوتبال یونان بازی می‌کند.
این باشگاه در تاریخ ۲۵ مارس ۱۹۱۴ تأسیس شده‌است.

## افتخارات
- سوپر لیگ فوتبال یونان
  - قهرمانی (۳):۲۸–۱۹۲۷، ۳۲–۱۹۳۱، ۴۶–۱۹۴۵
- جام حذفی فوتبال یونان
  - قهرمانی (۱):  ۷۰–۱۹۶۹
  - نایب قهرمانی (۸)

## بازیکنان برجسته
- کریم انصاری فرد
- ترایانوس دلاس
- میکالیس سیفاکیس